# Michael Schwarzmann
Michael Schwarzmann (Kempten, 7 gennaio 1991) è un ciclista su strada tedesco che corre per il team Israel-Premier Tech. È professionista dal 2010.

## Palmarès

### Strada
- 2009 (Juniores)

4ª tappa Regio-Tour (Vogtsburg > Oberottweil)
- 2016 (Bora, una vittoria)

5ª tappa Tour d'Azerbaïdjan (Baku > Baku)

#### Altri successi
- 2024 (Israel - Premier Tech)

Int. Radkriterium Rund um den Liebfrauenberg

## Piazzamenti

### Grandi Giri
- Giro d'Italia

2019: 114º
2022: 133º
- Vuelta a España

2016: 157º
2017: 154º
2018: 150º
2020: 121º

### Classiche monumento
- Giro delle Fiandre

2012: ritirato
2014: ritirato
2015: ritirato
2016: ritirato
- Parigi-Roubaix

2012: ritirato
2014: ritirato
2015: 106º
2016: ritirato
2025: 90º

### Competizioni europee
- Campionati europei su strada

Hooglede-Gits 2009 - In linea Juniores: 19º
Alkmaar 2019 - In linea Elite: 30º
Plouay 2020 - In linea Elite: ritirato
Monaco di Baviera 2022 - In linea Elite: 103º
Drenthe 2023 - In linea Elite: ritirato